# مانو پوزو
مانو پوزو (انگلیسی: Manu Pozo؛ زادهٔ ۱۲ دسامبر ۲۰۰۱) بازیکن فوتبال اهل اسپانیا است که در پست وینگر راست برای رئال وایادولید پرومزاس بازی می‌کند.